# Garota Safada
Garota Safada (também creditada como Wesley Safadão & Garota Safada entre 2003 e 2014) foi uma banda brasileira de forró eletrônico de Fortaleza. Criada por Valmira de Oliveira, mais conhecida por Dona Bill (mãe de Wesley Safadão), foi composta pelo cantor e doze músicos. Lançaram cinco álbuns de estúdio e três álbuns ao vivo (os quatro últimos lançados pela Som Livre), sendo oito CDs e dois DVDs. O grupo fez grande sucesso nas regiões Norte e Nordeste, realizando mais de 25 shows por mês e emplacando vários sucessos, como "Tentativas Em Vão", "Escravo do Amor", "Fui Clonado", "Disco Voador", "Vai Esperar", "Empinadinha", "Segunda Opção", "Sou Ciumento Mesmo", entre outros. Estiveram presentes em vários programas de televisão, principalmente da TV Globo, a exemplo de apresentações no Domingão do Faustão, Caldeirão do Huck, Altas Horas, Mais Você, Criança Esperança, Encontro com Fátima Bernardes, entre outros. Em 2014, Wesley anunciou o fim da banda e o início da carreira solo.

## Integrantes

### Última formação
Todos os dados abaixo foram retirados do site oficial do artista.
- Wesley Safadão: vocal
- Rod Bala: bateria
- João Paulo: teclados
- Bruno Regis: guitarra e violão
- Ismael Mello: baixo
- Glaudston Neném: sanfona
- Everardo Messi: percussão
- Itaro Tito: trombone
- Hilton Lima: trompete
- Jorge: saxofone
- Diná Léia, Paulo Carvalho e Suelen: vocais de apoio

## Álbuns

### Álbuns de estúdio
| Álbum                | Detalhes                                                                                     |
| -------------------- | -------------------------------------------------------------------------------------------- |
| Garota Safada Vol. 1 | - Lançamento: 27 de fevereiro de 2003 - Formatos: CD - Gravadora: WS Produções               |
| Garota Safada Vol. 2 | - Lançamento: 2 de maio de 2004 - Formatos: CD - Gravadora: WS Produções                     |
| Garota Safada Vol. 3 | - Lançamento: 30 de março de 2005 - Formatos: CD - Gravadora: WS Produções                   |
| Garota Safada Vol. 4 | - Lançamento: 18 de julho de 2006 - Formatos: CD, download digital - Gravadora: WS Produções |
| Garota Safada Vol. 5 | - Lançamento: 19 de julho de 2007 - Formatos: CD, download digital - Gravadora: WS Produções |

### Álbuns ao vivo
| Álbum             | Detalhes                                                                                        |
| ----------------- | ----------------------------------------------------------------------------------------------- |
| Forró na Balada   | - Lançamento: 10 de outubro de 2011 - Formatos: CD, download digital - Gravadora: Som Livre     |
| Uma Nova História | - Lançamento: 20 de agosto de 2012 - Formatos: CD, DVD, download digital - Gravadora: Som Livre |
| Paradise          | - Lançamento: 23 de junho de 2014 - Formatos: CD, DVD, download digital - Gravadora: Som Livre  |